# Gender (instrument)

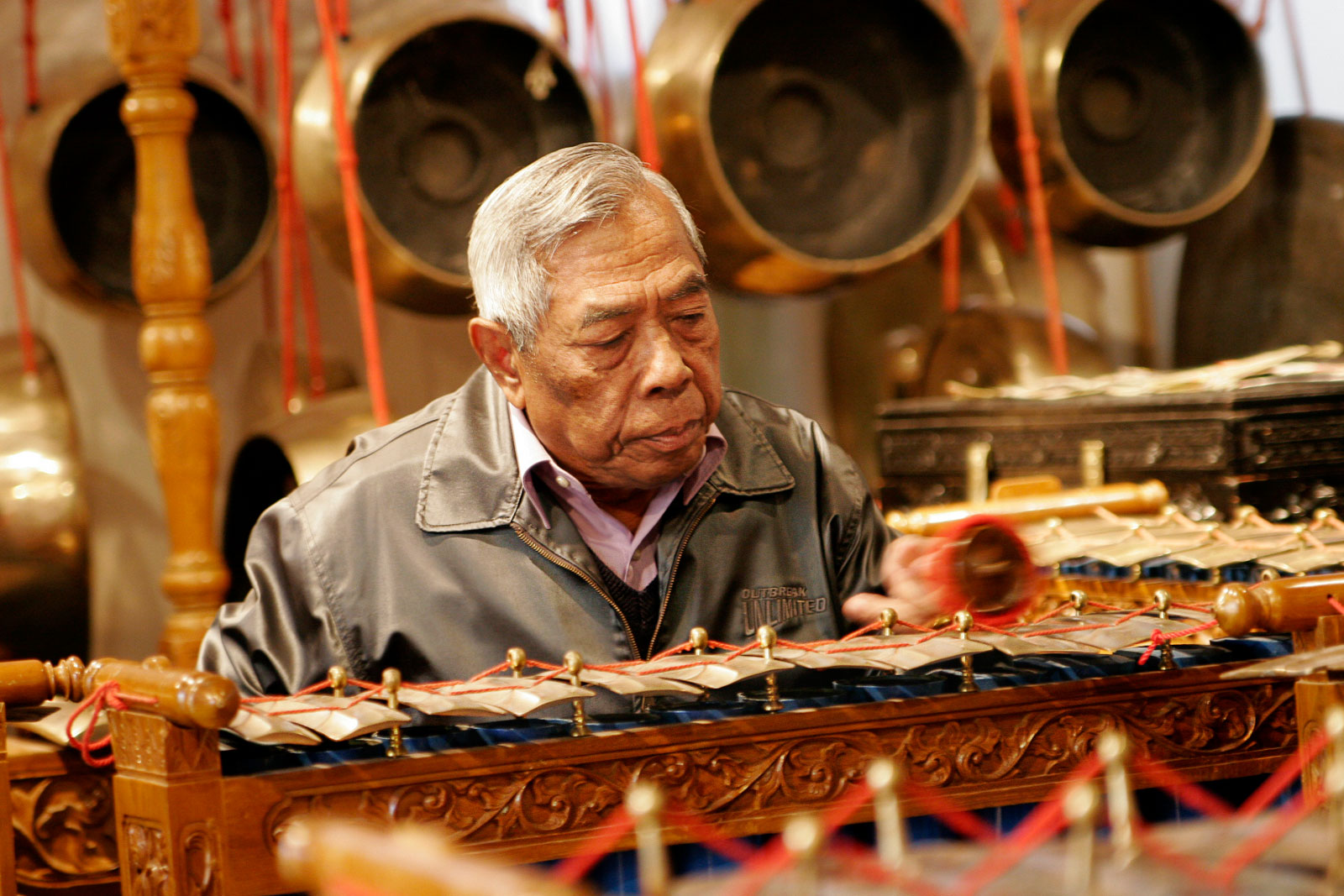
Un homme jouant du gender

Le gender est un instrument de percussion de type métallophone utilisé dans les gamelans balinais et javanais. Il se compose de 10 à 14 lames métalliques accordées suspendues au dessus de résonateurs en bambou ou en métal. Les lames sont percutées à l'aide de mailloches. Leur tête est un disque en bois à Bali. Le disque en bois est rembourré à Java. Chaque lame est accordée sur une note différente pour couvrir une tessiture d'un peu plus que 2 octaves. Il y a cinq notes par octave. Donc certaines notes de la gamme heptatonique utilisée par les gamelans (pelog) sont exclues. Les notes exclues respectent la règle de hiérarchie tonale (pathet)  propre au gamelan.
La plupart des gamelans intègrent trois genders :
- un accordé sur la gamme pentatonique des gamelans (slendro)
- un accordé sur la gamme heptatonique des gamelans et excluant les notes faibles des pathets nem et lima
- un accordé sur la gamme heptatonique des gamelans et excluant les notes faibles du pathet barang.

Dans certains types de gamelan, deux genders sont utilisés, couvrant environ deux octaves et demie, le gender barung et le gender panerus accordé une octave plus haute.
Le gender est similaire au
- gangsa balinais qui possède également des résonateurs individuels sous chaque lame.
- saron qui possède un résonateur commun à toutes les lames.
- slentem javanais, qui est accordé plus bas et qui possède moins de notes.